# Oliver Nazario Brugal
Oliver José Nazario Brugal, nació en la ciudad de Santiago de Los Caballeros, el 11 de junio del año 1979. Es hijo del ingeniero civil José Luis Guillermo Nazario Lora y la señora Ana Mercedes Brugal Noboa.
Su abuelo Pablo Juan Brugal Muñoz fue diputado al Congreso Nacional en las elecciones del 20 de diciembre del 1962 electo en la boleta del partido Unión Cívica Nacional (UCN).
Es el padre de cuatro hijas: Massiel Aimeé, Gabriela Aimeé, Isabella y Montserrat. Está casado en segundas nupcias con la administradora de empresas y licenciada en Mercadeo Anaya Olivia Ramos Pichardo.

## Infancia, juventud y educación
Realizó sus estudios primarios y secundarios en el Colegio Hermanas Pierret y San José de San Felipe de Puerto Plata. Es Ingeniero Civil egresado de la Pontificia Universidad Católica Madre y Maestra (PUCMM).
Ha cursado varios estudios superiores en el ámbito de su profesión, el área financiera y gestión pública, incluyendo una Maestría en Gerencia Financiera en Pontificia Universidad Católica Madre y Maestra (PUCMM), además del Programa de Liderazgo en Gestión Pública (PLGP) en BARNA Management School.

## Inicio de su carrera política
Con apenas 14 años participaba junto a su padre en actividades políticas en Puerto Plata y otras comunidades de la Región.
Asimismo, inscrito formalmente en el Partido Revolucionario Dominicano (PRD) en el 1998.
Fue encargado del centro de cómputos para las elecciones municipales y congresuales de 1998.
Ocupó una de las subsecretarías Nacionales de Juventud Revolucionaria Dominicana (JRD), del Partido Revolucionario Dominicano (PRD) desde 2002 al 2008.
En el 2010 participó en la campaña electoral de ese momento, siendo parte del equipo político del entonces candidato a diputado José Ignacio Paliza, quien fue electo congresista.
En el proceso electoral del 2012, fue Coordinador Municipal de Campaña del Sector Externo en apoyo al candidato Expresidente Hipólito Mejía del partido Revolucionario Dominicano PRD.
En el 2014 por abusos a las bases del PRD y denunciar la pérdida de la democracia interna del PRD, renuncia de ese partido y va a formar parte del naciente Partido Revolucionario Moderno (PRM).

## Militancia en el Partido Revolucionario Moderno (PRM)
Nazario Brugal es miembro fundador del Partido Revolucionario Moderno (PRM) en el año 2014.
Fue nombrado Subsecretario municipal en Puerto Plata, del Partido Revolucionario Moderno (PRM) desde el 2014 hasta el 2018.
En el 2016 fue precandidato a diputado por el PRM y miembro del equipo político del candidato a senador por Puerto Plata, José Ignacio Paliza, siendo encargado electoral del palacio de justicia de uno de los recintos más grandes de la provincia de Puerto Plata.
Ocupó una de las subsecretarías nacional de modernización del Partido Revolucionario Moderno (PRM) en el período 2018-2022, Secretario de Tecnología Municipal y Provincial del PRM en Puerto Plata en el período 2018-2022.
En las Elecciones del 2020 en el nivel municipal fue el director técnico de campaña, responsable de realizar el plan de gobierno municipal del candidato y futuro Alcalde Diómedes Roque García Núñez.
Fue Delegado Técnico del Partido Revolucionario Moderno (PRM) ante la Junta Municipal Electoral de San Felipe de Puerto Plata en las elecciones municipales de febrero 2020 y congresuales y presidenciales de julio 2020; así mismo en las elecciones de febrero de 2024 y las congresuales y presidenciales de mayo de 2024.
En la XXI Asamblea Nacional Ordinaria (Sección Municipal) del Partido Revolucionario Moderno (PRM), Fue electo Secretario General del comité municipal de Puerto Plata para el período 2022-2026.
Para las elecciones presidenciales y congresuales del 2024 del presidente y candidato Luis Abinader y la candidata a senadora Ginette Bournigal, ocupó la posición de director ejecutivo de campaña en San Felipe de Puerto Plata.

## Ámbito laboral y profesional
Luego de graduarse de Ingeniero Civil se radica en Santiago de los Caballeros, donde ocupa la dirección de ingeniería de la inmobiliaria CONAFIN desde el 2002 al 2003.
Desde el 2003 al 2004 es ingeniero supervisor de la Unidad de proyectos especiales de la Corporación de Acueductos y Alcantarillados de Santiago (CORAASAN), bajo la dirección general del Ingeniero Andrés Burgos.
Desde el año 2004 al 2006 se desempeña como ingeniero ejecutor de proyectos de la Inmobiliaria Media Luna en Santiago.
Desde al 2006 al 2020 fue gerente administrativo de Nazario Constructora donde dirigió proyectos de construcción habitacionales, urbanísticos, hidráulicos y viales.
Desde el 2016 al 2018 laboro como Director técnico y calidad del consorcio Samasa Redondo & García (empresa española constructora del Emisario Submarino de Puerto Plata)

## Ámbito laboral político

### Senado de la República Dominicana
Al ser electo el Lic.  Paliza como Senador de la República, coordinó el área de asistencia social de la Oficina Senatorial de Puerto Plata en el área de becas estudiantiles y fue asistente del Senador Paliza Nouel.

### Ayuntamiento municipal San Felipe de Puerto Plata
Fue director de Planeamiento Urbano del Ayuntamiento Municipal de San Felipe de Puerto Plata desde el 24 de abril del 2020 al 14 de septiembre del 2020.

### Gobierno de la República Dominicana
- Datos: Q116774411

Fue designado el 9 de septiembre del 2020 como director general de la Corporación de Acueductos y Alcantarillados de Puerto Plata (CORAAPPLATA), mediante el decreto n.º 460-20, emitido por el presidente de la República, Luis Abinader.
El 26 de febrero del 2025 es designado como Viceministro de Coordinación Regional del Ministerio de Obras Públicas y Comunicaciones (MOPC), mediante el decreto n.º 103-25, emitido por el presidente de la República, Luis Abinader, en su segundo período de gobierno.